# San Sebastián Coatlán
San Sebastián Coatlán là một đô thị thuộc bang Oaxaca, México. Năm 2005, dân số của đô thị này là 2509 người.